# Вілледж-Грін (Нью-Йорк)
Вілледж-Грін (англ. Village Green) — переписна місцевість (CDP) в США, в окрузі Онондага штату Нью-Йорк. Населення — 3834 особи (2020).

## Географія
Вілледж-Грін розташований за координатами 43°7′59″ пн. ш. 76°18′49″ зх. д. / 43.13306° пн. ш. 76.31361° зх. д. (43.133128, -76.313518).  За даними Бюро перепису населення США в 2010 році переписна місцевість мала площу 3,01 км², з яких 2,99 км² — суходіл та 0,02 км² — водойми.

## Демографія
Згідно з переписом 2010 року, у переписній місцевості мешкала 3891 особа в 1946 домогосподарствах у складі 963 родин. Густота населення становила 1293 особи/км².  Було 2086 помешкань (693/км²).
Расовий склад населення:
| - 93,9 % — білих - 2,2 % — чорних або афроамериканців - 1,2 % — азіатів - 0,4 % — корінних американців |

До двох чи більше рас належало 1,8 %. Частка іспаномовних становила 2,2 % від усіх жителів.
За віковим діапазоном населення розподілялося таким чином: 17,5 % — особи молодші 18 років, 65,8 % — особи у віці 18—64 років, 16,7 % — особи у віці 65 років та старші. Медіана віку мешканця становила 41,7 року. На 100 осіб жіночої статі у переписній місцевості припадало 91,4 чоловіків;  на 100 жінок у віці від 18 років та старших — 92,0 чоловіків також старших 18 років.
Середній дохід на одне домашнє господарство  становив 62 351 долар США (медіана — 51 824), а середній дохід на одну сім'ю — 76 300 доларів (медіана — 65 697). За межею бідності перебувало 3,9 % осіб, у тому числі 7,4 % дітей у віці до 18 років та 0,0 % осіб у віці 65 років та старших.
Цивільне працевлаштоване населення становило 1929 осіб. Основні галузі зайнятості: освіта, охорона здоров'я та соціальна допомога — 30,1 %, виробництво — 13,9 %, транспорт — 13,2 %.